# Gyrotoma excisa
Gyrotoma excisa är en snäckart som först beskrevs av I. Lea 1843.  Gyrotoma excisa ingår i släktet Gyrotoma och familjen Pleuroceridae. IUCN kategoriserar arten globalt som utdöd. Inga underarter finns listade i Catalogue of Life.